# Гора Хієй
Гора Хієй (яп. 比叡山, ひえいざん, хіеі-дзан) — гора в Японії, на межі префектур Сіґа і Кіото, на північному сході міста Кіото та заході міста Оцу. Одна з тридцяти трьох гір району Хіґасіяма.
Хієй має дві вершини, які знаходяться на межі міст Оцу і Кіото. Перша називається Великий Хієй (大比叡), висотою 848,3 м, а друга — бескид Сімей (四明岳), висотою 838 м. Тригпункт найвищої з них розташований на території міста Оцу.
З доісторичних часів Хієй був об'єктом поклоніння стародавніх японців. У ранньому середньовіччі у західного підніжжя гори було збудоване синтоїстське святилище Хійосі, а вершині гори — буддистський монастир Енрякудзі секти Тендай. Цей монастир був найбільшим освітнім центром Японії до 16 століття.
На честь гори названо астероїд.